# Salman Toor
Salman Toor (Lahore, 1983) es un artista pakistaní radicado en Estados Unidos. Sus obras suelen representar escenas de la vida cotidiana de hombres jóvenes indostánicos, en escenarios imaginarios de la ciudad de Nueva York o del sur de Asia. Toor tiene su residencia y su estudio en Nueva York. La crítica relaciona su pintura y su estética con el llamado Nuevo Intimismo Cuir (New Queer Intimists).

## Biografía
Toor comenzó a pintar de niño y ya en sus primeras obras representaba a amigos y escenarios imaginarios. Estudió en su ciudad natal, Lahore, en el prestigioso Aitchison College. Ya en los comienzos de su carrera alguna de sus obras fue adquirida por importantes coleccionistas pakistaníes, como Taimur Hassan y Kiran Nadar.
Prosiguió su formación en los Estados Unidos, en la Universidad Wesleyana de Ohio, donde se tituló como Bachiller universitario en letras en 2006. Ya en Brooklyn, en 2009, obtuvo un Máster en Bellas Artes en el Instituto Pratt. En 2019, Toor recibió una beca de la Fundación Joan Mitchell.
Se suelen relacionar los temas favoritos de Toor con los de un grupo de artistas LGBTQ que practican el Nuevo Intimismo Cuir (New Queer Intimists), entre los que se encuentran Doron Langberg, Louis Fratino, Kyle Coniglio, Anthony Cudahy, TM Davy y Devan Shimoyama.
Toor protagonizó una exposición individual en el Museo Whitney de Arte Estadounidense de Nueva York entre 2020 y 2021, titulada Salman Toor: How Will I Know. Fue un éxito comercial y Toor vendió casi todas las piezas.
En 2020 se vendió por primera vez una obra de Toor en una casa de subastas, la Phillips de Londres. Su cuadro Aashiana (Hearth and Home) fue adquirido por 138 600 libras esterlinas, el doble de su valoración inicial. La misma casa de subastas ha vendido otras obras de Toor, tanto en su sede londinense como en la de Hong Kong.

## Temas y estilo
Uno de los rasgos característicos de Toor es retratar hombres (sobre todo jóvenes) de acusados rasgos indostánicos, a los que presenta en escenarios públicos y privados. El propio artista ha declarado:

Me gustan estos cuerpos que parecen desnutridos, peludos, morenos, que habitan en escenarios cotidianos, burgueses, urbanos, interiores. Veo a estos hombres y muchachos como personas formadas, creativas, que descubren lo que significa vivir como artistas en Nueva York, en medio de las ideas cambiantes sobre la raza, la inmigración, la extranjería, también sobre lo que significa ser estadounidense. A veces pueden parecer imágenes costumbristas. Son también fantasías sobre mí mismo y la comunidad a la que pertenezco.

También es muy frecuente que en los cuadros de Toor se refleje la importancia de las nuevas tecnologías en la vida cotidiana contemporánea. A este respecto, la artista y comisaria de exposiciones Ambika Trasi ha destacado que los cuadros de Toor reflexionan sobre la imposición de identidades, que afectan a los hombres queer procedentes del sur de Asia que viven en el extranjero. Según Trasi, el propósito de Toor es incluir a los hombres de piel morena dentro del canon histórico del arte occidental, del que a menudo han estado ausentes.
Según declaró el propio artista, la primera influencia artística que recibió fueron los anuncios publicitarios que conoció durante su niñez y juventud en Pakistán. Después, ya centrado en el estudio del arte, le inspiraron las pinturas de barrocas, rococó y el neoclásicas. En concreto, Toor citó, entre los autores que le inspiran, algunos grandes maestros como Van Dyck, Rubens, Caravaggio y Watteau. Los expertos también advierten la influencia de pintores del pasado en la obra de Toor. Por ejemplo, el crítico y comisario de arte Joseph Wolin señaló que The Bar on East 13th de Toor está inspirado claramente en Un bar del Folies Bergère de Édouard Manet.
Los estudiosos de Toor han destacado el uso de colores brillantes y saturados para evocar emociones, con una presencia destacada del verde, que para el artista tiene cualidades nocturnas y, además, tiene connotaciones contrapuestas, pues evoca tanto el veneno como el glamur.
Toor no pinta al natural sino de memoria. Los personajes representados en sus obras son, a menudo, sus propios amigos.

## Exposiciones con pinturas de Toor en diálogo con obras antiguas
En varias ocasiones se han instalado obras de Toor en salas con pinturas antiguas para establecer un diálogo entre la sensibilidad contemporánea y las grandes obras del pasado. Así sucedió en la Colección Frick de Nueva York entre 2021 y 2022, donde Museum Boys (2021) de Toor se expuso junto a dos pinturas de Johannes Vermeer, Militar y muchacha riendo (1655-1660) y Dama con criada y carta (c. 1667).
Entre mayo de 2022 y octubre de 2023 el Museo de Arte de Baltimore organizó la exposición No Ordinary Love en la que, de nuevo, las pinturas de Toor dialogaban con las de la colección de este museo. En 2023 las obras de Toor de No Ordinary Love, con algunos cambios, se instalaron en el Museo de Arte Rose de la Universidad Brandeis de Waltham (Massachusetts) para que, en este caso, se confrontaran con los fondos de pintura europea de dicha institución.

## Ilustración
En 2021 Toor realizó las ilustraciones de la novela gráfica Jungle Nama, con texto de Amitav Ghosh (HarperCollins Publishers India) 2021.  Se trata de una adaptación en verso de una leyenda bengalí sobre la diosa de los bosques Bonbibi.

## Obra en colecciones permanentes
Entre otras instituciones, la obra de Toor forma parte de los fondos del Museo Whitney de Arte Estadounidense de Nueva York (en concreto, sus pinturas Bar Boy, The Star, Man with Face Creams and Phone Plug y Bedroom Boy) y del Museo de Arte Contemporáneo de Chicago (el óleo The Bar on East 13th Street).